# Nasceu um Novo Dia
"Nasceu um Novo Dia", "Chuva de Bênçãos" ou "Nasceu um Novo Dia (Chuva de Bênçãos)" é um single da banda de rock cristão Katsbarnea, lançado em 28 de maio de 2012. Após quatro anos do último disco A Tinta de Deus, a banda retorna com um novo trabalho trazendo modificações em sua formação, como prévia do álbum Eis que Estou à Porta e Bato, lançado em 2013.
A canção foi divulgada e vendida virtualmente, em canais digitais como iTunes, Terra Sonora e Deezer, tendo recebido também uma versão acústica em videoclipe. Esteve dentre a Billboard Gospel Brasil 50 em 2012, após cerca de alguns meses do lançamento do single. A faixa recebeu elogios da mídia especializada.

## Faixas
1. Nasceu um Novo Dia (versão elétrica) - 03:20
2. Nasceu um Novo Dia (versão acústica) - 03:43

## Ficha técnica
- Paulinho Makuko - Vocal
- Marrash - Bateria
- Moisés Brandão - Baixo